# نوسجة
النوسجات (باللاتينية: Histoplasma) هي جنس من الفطريات الزقية ثنائية الشكل وتوجد في براز الطيور والخفافيش.
من أبرز أنواعها النوسجة المغمدة التي تسبب داء النوسجات والنوسجة السجقية التي تسبب التهاب الأوعية اللمفية الخيلي في الخيول.